# Vijayawada
Vijayawada (telugu: విజయవాడ; tidligere også Bezawada) er den tredje største by i den indiske delstat Andhra Pradesh. Byen ligger i distriktet Krishna. Folketællingen i 2011 viste et indbyggertal på 1.048.240. Vijayawada ligger ca. 275 km fra delstatshovestaden Hyderabad og har et areal på 58 km².

## Geografi
Vijayawada er omgivet af Krishna mod øst og vest, og Budameru floden mod nord. De nordlige, nordvestlige og sydvestlige dele af byen er dækket af en lav bakkedrag, mens de centrale, sydvestlige og nordvestlige dele er dækket af rige og frugtbare landbrugsjord med tre store vandingskanaler - Eluru, Bandar og Ryves. Topografen af Vijayawada er flad, med et par små til mellemstore bakker. Disse bakker er en del af den østlige Ghats som skære igennem ved Krishna. 
Gennemsnitshøjden over havet er 125 m, og klimaet er varmt og fugtig, med gennemsnittestemperaturer mellem 17 ° og 45 °C.

## Befolkning
Ved folketællingen i 2001 havde Vijayawada 851 282; indbyggere (1 011 152 i storbyområdet), hvor af 53% var mænd og 47% kvinder. Læsefærdigheden lå på 71%, betydelig højere end landsgennemsnittet på 59,5%; der var lige stor læsefærdighed hos kvinder som hos mænd. 12% af indbyggerne i byen var børn under 6 år.